# Webera crassidens
Webera crassidens là một loài Rêu trong họ Bryaceae. Loài này được (Lindb.) Kindb. miêu tả khoa học đầu tiên năm 1888.